# Talty, Teksas
Talty je gradić u američkoj saveznoj državi Teksas. Prema popisu stanovništva iz 2010. u njemu je živjelo 1.535 stanovnika.